# Dalby (Lund)
Dalby is een plaats in de gemeente Lund, in de Zweedse provincie Skåne län en het landschap Skåne. De plaats heeft 5517 inwoners (2005) en een oppervlakte van 319 hectare.

## Verkeer en vervoer
Langs de plaats lopen de Riksväg 11 en Riksväg 16.

## Geboren
- Leif Engqvist (1962), Zweeds voetballer